# Lista de edições de Sandman
A revista em quadrinhos Sandman, de autoria de Neil Gaiman foi publicado originalmente pelo selo Vertigo, da Editora DC Comics. A primeira edição de Sandman foi publicada em 29 de Novembro de 1988, com a data na capa como Janeiro de 1989, e a publicação encerrou-se em Outubro de 1993 na edição 75. Nesta página, estão listadas as edições originais, com seus respectivos títulos e datas de lançamento originais (com seus títulos traduzidos e data de lançamento no Brasil em colunas secundárias). Alguns capítulos foram lançados em antologias ou volumes especiais, porém também estão listados aqui.
No EUA, foi publicado em cinco versões de grande destaque:
- No seu formato original, como revista mensal (Edição Padrão), com 75 edições, publicados entre janeiro de 1989 e outubro de 1993.
- Em uma Edição Encadernada (Nova Edição), com dez volumes, mais um extra, publicados entre janeiro de 1991 e dezembro de 1996. Essa edição já foi republicada várias vezes, com muitas capas diferentes, mas quase sem alteração no conteúdo.
- Em uma Edição Definitiva (Edição de Luxo), com cinco volumes, mais um extra, publicados entre novembro de 2006 e novembro de 2011.
- Em uma Edição Comentada, atualmente com três volumes, publicados entre janeiro de 2012 e outubro de 2014. Ainda está sendo publicada.
- Em uma Edição Omnibus (Edição Gigante), com dois volumeses, publicados em 2013.

No Brasil, atualmente é licenciado e publicado pela Editora Panini.

## Edição Original
| Edição | Títulos Originais                                                     | Títulos no Brasil[carece de fontes?]                                     | Lançamento Original | Lançamento no Brasil[carece de fontes?] |
| ------ | --------------------------------------------------------------------- | ------------------------------------------------------------------------ | ------------------- | --------------------------------------- |
| #01    | Sleep of the Just                                                     | O Sono dos Justos                                                        | Janeiro de 1989     | Novembro de 1989                        |
| #02    | Imperfect Hosts                                                       | Anfitriões Imperfeitos                                                   | Fevereiro de 1989   | Dezembro de 1989                        |
| #03    | Dream a Little Dream of Me                                            | Sonhe um Breve Sonho Comigo                                              | Março de 1989       | Janeiro de 1990                         |
| #04    | Hope in Hell                                                          | Uma Esperança no Inferno                                                 | Abril de 1989       | Fevereiro de 1990                       |
| #05    | Passengers                                                            | Passageiros                                                              | Maio de 1989        | Março de 1990                           |
| #06    | 24 Hours                                                              | 24 Horas                                                                 | Junho de 1989       | Abril de 1990                           |
| #07    | Sound and Fury                                                        | Som e Fúria                                                              | Julho de 1989       | Maio de 1990                            |
| #08    | Sound of Her Wings                                                    | O Som de Suas Asas                                                       | Agosto de 1989      | Junho de 1990                           |
| #09    | Tales in the Sand                                                     | Contos na Areia                                                          | Setembro de 1989    | Agosto de 1990                          |
| #10    | The Doll’s House                                                      | Casa de Bonecas                                                          | Novembro de 1989    | Setembro de 1990                        |
| #11    | Moving In                                                             | Mudanças                                                                 | Dezembro de 1989    | Outubro de 1990                         |
| #12    | Playing House                                                         | Brincando de Casinha                                                     | Fevereiro de 1990   | Novembro de 1990                        |
| #13    | Men of Good Fortune                                                   | Homens de Boa Fortuna                                                    | Março de 1990       | Dezembro de 1990                        |
| #14    | Collectors                                                            | Os Colecionadores                                                        | Abril de 1990       | Dezembro de 1990                        |
| #15    | Into the Night                                                        | Noite Adentro                                                            | Maio de 1990        | Janeiro de 1991                         |
| #16    | Lost Hearts                                                           | Corações Perdidos                                                        | Junho de 1990       | Fevereiro de 1991                       |
| #17    | Calliope                                                              | Calíope                                                                  | Julho de 1990       | Março de 1991                           |
| #18    | A Dream of a Thousand Cats                                            | Um Sonho de Mil Gatos                                                    | Agosto de 1990      | Maio de 1991                            |
| #19    | A Midsummer Night’s Dream                                             | Sonho de Uma Noite de Verão                                              | Setembro de 1990    | Junho de 1991                           |
| #20    | Façade                                                                | Fachada                                                                  | Outubro de 1990     | Junho de 1991                           |
| #21    | Season of Mist: Prologue                                              | Estação das Brumas: Um Prólogo                                           | Novembro de 1990    | Junho de 1991                           |
| #22    | Season of Mist: Chapter 1                                             | Estação das Brumas: Capítulo 1                                           | Dezembro de 1990    | Agosto de 1991                          |
| #23    | Season of Mist: Chapter 2                                             | Estação das Brumas: Capítulo 2                                           | Janeiro de 1991     | Setembro de 1991                        |
| #24    | Season of Mist: Chapter 3                                             | Estação das Brumas: Capítulo 3                                           | Fevereiro de 1991   | Outubro de 1991                         |
| #25    | Season of Mist: Chapter 4                                             | Estação das Brumas: Capítulo 4                                           | Abril de 1991       | Novembro de 1991                        |
| #26    | Season of Mist: Chapter 5                                             | Estação das Brumas: Capítulo 5                                           | Maio de 1991        | Dezembro de 1991                        |
| #27    | Season of Mist: Chapter 6                                             | Estação das Brumas: Capítulo 6                                           | Junho de 1991       | Janeiro de 1992                         |
| #28    | Season of Mist: Epilogue                                              | Estação das Brumas: Epílogo                                              | Julho de 1991       | Fevereiro de 1992                       |
| #29    | Distant Mirrors: Thermidor                                            | Espelhos Distantes: Termidor                                             | Agosto de 1991      | Março de 1992                           |
| #30    | Distant Mirrors: August                                               | Espelhos Distantes: Augustus                                             | Setembro de 1991    | Abril de 1992                           |
| #31    | Distant Mirrors: Three Septembers na a January                        | Espelhos Distantes: Três Setembros e Um Janeiro                          | Outubro de 1991     | Maio de 1992                            |
| #32    | A Game of You, Part 1: Slaughter on fifth Avenue                      | Um Jogo de Você, Capítulo 1: Chacina na Quinta Avenida                   | Novembro de 1991    | Junho de 1992                           |
| #33    | A Game of You, Part 2: Lullabies of Broadway                          | Um Jogo de Você, Capítulo 2: Cantigas de Ninar da Broadway               | Dezembro de 1991    | Julho de 1992                           |
| #34    | A Game of You, Part 3: Bad Moon Rising                                | Um Jogo de Você, Capítulo 3: O Nascer da Lua Má                          | Janeiro de 1992     | Agosto de 1992                          |
| #35    | A Game of You, Part 4: Beginning to See the Light                     | Um Jogo de Você, Capítulo 4: Começando a Ver a Luz                       | Fevereiro de 1992   | Setembro de 1992                        |
| #36    | A Game of You, Part 5: Over the Se ato Sky                            | Um Jogo de Você, Capítulo 5: Sobre o Mar, Rumo ao Céu                    | Abril de 1992       | Outubro de 1992                         |
| #37    | A Game of You, Part 6: I Woke Up and One of Us Was Crying             | Um Jogo de Você, Capítulo 6: Eu Acordei e Um de Nós Estava Chorando      | Maio de 1992        | Dezembro de 1992                        |
| #38    | Convergence: The Hunt                                                 | Convergência: Caçada                                                     | Junho de 1992       | Janeiro de 1993                         |
| #39    | Convergence: Soft Places                                              | Convergência: Lugares Maleáveis                                          | Julho de 1992       | Novembro de 1993                        |
| #40    | Convergence: The Parliament of Rooks                                  | Convergência: O Parlamento das Gralhas                                   | Agosto de 1992      | Dezembro de 1993                        |
| #41    | Brief Lives 1                                                         | Vidas Breves: Capítulo 1                                                 | Setembro de 1992    | Janeiro de 1994                         |
| #42    | Brief Lives 2                                                         | Vidas Breves: Capítulo 2                                                 | Outubro de 1992     | Março de 1994                           |
| #43    | Brief Lives 3                                                         | Vidas Breves: Capítulo 3                                                 | Novembro de 1992    | Abril de 1994                           |
| #44    | Brief Lives 4                                                         | Vidas Breves: Capítulo 4                                                 | Dezembro de 1992    | Maio de 1994                            |
| #45    | Brief Lives 5                                                         | Vidas Breves: Capítulo 5                                                 | Janeiro de 1993     | Junho de 1994                           |
| #46    | Brief Lives 6                                                         | Vidas Breves: Capítulo 6                                                 | Fevereiro de 1993   | Julho de 1994                           |
| #47    | Brief Lives 7                                                         | Vidas Breves: Capítulo 7                                                 | Março de 1993       | Agosto de 1994                          |
| #48    | Brief Lives 8                                                         | Vidas Breves: Capítulo 8                                                 | Abril de 1993       | Novembro de 1994                        |
| #49    | Brief Lives 9                                                         | Vidas Breves: Capítulo 9                                                 | Maio de 1993        | Novembro de 1994                        |
| #50    | Distant Mirros: Ramadan                                               | Espelhos Distantes: Ramadã                                               | Junho de 1993       | Dezembro de 1994                        |
| #51    | A Tale of Two Cities                                                  | Um Conto de Duas Cidades                                                 | Julho de 1993       | Janeiro de 1996                         |
| #52    | Cluracan’s Tale                                                       | O Conto de Cluracan                                                      | Agosto de 1993      | Fevereiro de 1996                       |
| #53    | Hob’s Leviathan                                                       | O Leviatã de Hob                                                         | Setembro de 1993    | Março de 1996                           |
| #54    | The Golden Boy                                                        | O Menino de Ouro                                                         | Outubro de 1993     | Abril de 1996                           |
| #55    | Cerements                                                             | Mortalhas                                                                | Novembro de 1993    | Maio de 1996                            |
| #56    | Worlds’ End                                                           | Fim dos Mundos                                                           | Dezembro de 1993    | Junho de 1996                           |
| #57    | The Kindly Ones, Part 1                                               | As Bondosas: Capítulo 1                                                  | Fevereiro de 1994   | Julho de 1996                           |
| #58    | The Kindly Ones, Part 2                                               | As Bondosas: Capítulo 2                                                  | Março de 1994       | Agosto de 1996                          |
| #59    | The Kindly Ones, Part 3                                               | As Bondosas: Capítulo 3                                                  | Abril de 1994       | Setembro de 1996                        |
| #60    | The Kindly Ones, Part 4                                               | As Bondosas: Capítulo 4                                                  | Junho de 1994       | Março de 1997                           |
| #61    | The Kindly Ones, Part 5                                               | As Bondosas: Capítulo 5                                                  | Julho de 1994       | Maio de 1997                            |
| #62    | The Kindly Ones, Part 6                                               | As Bondosas: Capítulo 6                                                  | Agosto de 1994      | Junho de 1997                           |
| #63    | The Kindly Ones, Part 7                                               | As Bondosas: Capítulo 7                                                  | Setembro de 1994    | Julho de 1997                           |
| #64    | The Kindly Ones, Part 8                                               | As Bondosas: Capítulo 8                                                  | Novembro de 1994    | Agosto de 1997                          |
| #65    | The Kindly Ones, Part 9                                               | As Bondosas: Capítulo 9                                                  | Dezembro de 1994    | Outubro de 1997                         |
| #66    | The Kindly Ones, Part 10                                              | As Bondosas: Capítulo 10                                                 | Janeiro de 1995     | Novembro de 1997                        |
| #67    | The Kindly Ones, Part 11                                              | As Bondosas: Capítulo 11                                                 | Março de 1995       | Dezembro de 1997                        |
| #68    | The Kindly Ones, Part 12                                              | As Bondosas: Capítulo 12                                                 | Maio de 1995        | Janeiro de 1998                         |
| #69    | The Kindly Ones, Part 13                                              | As Bondosas: Capítulo 13                                                 | Julho de 1995       | Março de 1998                           |
| #70    | The Wake, Chapter 1: Which Occurs in the Wake of What Has Gone Before | O Despertar: Capítulo 1 – O Qual Ocorre no Rastro do Que Se Passou       | Agosto de 1995      | Abril de 1998                           |
| #71    | The Wake, Chapter 2: In Which a Wake is Held                          | O Despertar: Capítulo 2 – No Qual um Velório Se Realiza                  | Setembro de 1995    | Maio de 1998                            |
| #72    | The Wake, Chapter 3: In Which We Wake                                 | O Despertar: Capítulo 3 – No Qual o Velório Se Encerra e Nós Despertamos | Novembro de 1995    | Junho de 1998                           |
| #73    | The Wake, Na Epilogue: Sunday Mourning                                | O Despertar: Um Epílogo – Luto Dominical                                 | Dezembro de 1995    | Julho de 1998                           |
| #74    | Exiles                                                                | Exilados                                                                 | Janeiro de 1996     | Agosto de 1998                          |
| #75    | The Tempest                                                           | A Tempestade                                                             | Março de 1996       | Outubro de 1998                         |

## Volumes Especiais e Antologias
| Edição | Títulos Originais                                 | Títulos no Brasil                                  | Lançamento Original | Lançamento no Brasil               |
| ------ | ------------------------------------------------- | -------------------------------------------------- | ------------------- | ---------------------------------- |
| #01    | The Sandman Special 1: The Song of Orpheus        | Sandman Especial: A Canção de Orfeu                | Novembro de 1991    | 1993 [carece de fontes?]           |
| #02    | Vertigo Preview 1: Fear of Falling                | Vertigo Preview 1: Medo de Cair                    | 1993                |                                    |
| #03    | Vertigo Jam 1: The Castle                         | Vertigo Jam 1: O Castelo                           | Agosto de 1993      |                                    |
| #04    | Vertigo: Winter’s Edge 1: The Flower of Romance   | Vertigo: Winter’s Edge 1: As Flores da Paixão      | Novembro de 1997    | Agosto de 2006 [carece de fontes?] |
| #05    | Vertigo: Winter’s Edge 2: A Winter's Tale         | Vertigo: Winter’s Edge 2: Um Conto de Inverno      | Novembro de 1998    | Agosto de 2006 [carece de fontes?] |
| #06    | Vertigo: Winter’s Edge 3: How They Met Themselves | Vertigo: Winter’s Edge 3: Como Eles se Encontraram | Novembro de 1999    | 2005 [carece de fontes?]           |

## Edição Encadernada
| - Sandman: edições #1-8 | - THE SANDMAN #1-8 |

| - Sandman: edições #9-16 | - THE SANDMAN #9-16 |

| - Sandman: edições #17-20 | - THE SANDMAN #17-20 |

| - Sandman: edições #21-28 | - THE SANDMAN #21-28 |

| - Sandman: edições #32-37 | - THE SANDMAN #32-37 |

| - Sandman: edições #29-31, #38-40 e #50 - Sandman Especial 1: A Cançao de Orpheus - Vertigo Preview 1: Medo de Cair | - THE SANDMAN #29-31; #38-40; #50 - The Sandman Special #1: The Song of Orpheus - Vertigo Preview 1: Fear of Falling |

| - Sandman: edições #41-49 | - THE SANDMAN #41-49 |

| - Sandman: edições #51-56 | - THE SANDMAN #51-56 |

| - Sandman: edições #57-69 - Vertigo Jam 1: O Castelo | - THE SANDMAN #57-69 - Vertigo Jam 1: The Castle |

| - Sandman: edições #70-75 | - THE SANDMAN #70-75 |

| - A Morte Fala da Vida - Morte: O Alto Preço da Vida #1-3 - Morte: O Grande Momento da Vida #1-3 | - Death Talks About Life - Death: The High Cost of Living #1-3 - Death: The Time of Your Life #1-3 |

| -- | -- |

| -- | -- |

| -- | -- |

| - Sandman Prelúdio #01 - #06 | - The Sandman Overture #01 - #06 |

## Edição Definitiva
| - Sandman: edições #1-20 | - THE SANDMAN #1-20 |

| - Sandman: edições #21-39 - Vertigo: Winter’s Edge 1 – As Flores da Paixão - Sandman: Uma Galeria de Sonhos | - THE SANDMAN #21-39 - Vertigo: Winter’s Edge 1: The Flower of Romance - The Sandman: A Gallery of Dreams |

| - Sandman: edições #40-56 - Sandman Especial 1: A Canção de Orpheus - Vertigo Preview 1: Medo de Cair - Vertigo: Winter’s Edge 3 - Como Eles se Encontraram - A Galeria dos Perpétuos | - THE SANDMAN #40-56 - The Sandman Special #1: The Song of Orpheus - Vertigo Preview 1: Fear of Falling - Vertigo: Winter’s Edge 3 - How They Met Themselves - The Endless Gallery |

| - Sandman: edições #57-75 - Vertigo Jam 1: O Castelo | - THE SANDMAN #57-75 - Vertigo Jam #1: The Castle |

| - Sandman #8 e #20 - Morte: O Alto Preço da Vida #1-3 - Morte: O Grande Momento da Vida #1-3 - Vertigo Winter’s Edge 2: Um Conto de Inverno - 9-11: A Roda - Sandman: Noites Sem Fim I: Morte e Veneza - Morte, uma Galeria - A Morte Fala da Vida | - The Sandman #8 & #20 - Death: The High Cost of Living #1-3 - Death: The Time of Your Life #1-3 - Vertigo Winter’s Edge 2: A Winter's Tale - 9-11: The Wheel - Sandman: Endless Nights I: Death and Venice - A Death Gallery - Death Talks About Life |

| - Sandman: Os Caçadores de Sonhos – Versão Yoshitaka Amano - Sandman: Os Caçadores de Sonhos – Versão P. Craig Russell - Sandman: Noites Sem Fim - Sandman: O Teatro da Meia-Noite - A Última História de Sandman | - The Sandman: The Dream Hunters – Yoshitaka Amano’s Version - The Sandman: The Dream Hunters – P. Craig Russell’s Version - The Sandman: Endless Nights - Sadman Midnight Theatre - The Last Sandman Story |

## Edição Comentada
| - Sandman: edições #1-20 | - THE SANDMAN #1-20 |

| - Sandman: edições #21-39 | - THE SANDMAN #21-39 |

| - Sandman: edições #40-56 - Sandman Especial 1: A Canção de Orpheus - Vertigo: Winter’s Edge 3 - Como Eles se Encontraram | - THE SANDMAN #40-56 - The Sandman Special #1: The Song of Orpheus - Vertigo: Winter’s Edge 3 - How They Met Themselves |

| - Sandman: edições #57-75 | - THE SANDMAN #57-75 |

## Edição Omnibus
| - Sandman: edições #1-37 | - THE SANDMAN #1-37 |

| - Sandman: edições #38-75 - Vertigo: Winter’s Edge 3 - Como Eles se Encontraram - Vertigo Jam 1: O Castelo | - THE SANDMAN #38-75 - Vertigo: Winter’s Edge 3 - How They Met Themselves - Vertigo Jam #1: The Castle |